# Mario Martín
Mario Martín (Madrid, 27 de juliol de 1949) és un actor espanyol conegut pels seus treballs a El secreto de Puente Viejo i Un paso adelante, totes dues a Antena 3.

## Biografia
Actor espanyol, conegut per les seves aparicions en nombroses sèries de televisió i en algunes pel·lícules com: ¡Ay, Carmela!, La huella del crimen: El crimen del expreso de Andalucía, La mujer de tu vida 2: La mujer gafe, Sólo mía o Seres queridos.També ha participat en sèries de televisió com Kara Ben Nemsi Effendi, Brigada Central, El rey pasmado, Canguros, ¡Ay, Señor, Señor!, Morella, Médico de familia, Zapico, Este es mi barrio, Todos los hombres sois iguales, Aguamarina, Señor Alcalde, Entre naranjos, La casa de los líos, Periodistas, Policías, en el corazón de la calle, El portero, El grupo, Robles, investigador, Compañeros, Tuno negro, Al salir de clase, Ana y los siete, Leni, El comisario, Hospital Central, El principio de Arquímedes, ¿Se puede?, Aquí no hay quien viva, Un paso adelante, GAL, Quart, Spinnin', Hermanos & Detectives, Cuenta atrás, Guante blanco, La Señora, Acusados, Todo lo que tú quieras, Hispania, la leyenda, Cuéntame cómo pasó, Sofía, Los misterios de Laura i El secreto de Puente Viejo.
En teatre hom pot destacar la seva participació en l'elenc d' Eloísa está debajo de un almendro, de Jardiel Poncela.

## Filmografia

### Televisió
| Any             | Títol                               | Paper                             |
| --------------- | ----------------------------------- | --------------------------------- |
| 1975            | Kara Ben Nemsi Effendi              | Toma                              |
| 1990            | Brigada Central                     | Denunciant                        |
| 1991            | El rey pasmado                      | Arxiver major                     |
| 1994            | Canguros                            |                                   |
| 1995            | ¡Ay, Señor, Señor!                  | Líder de la secta                 |
| 1995            | Morelia                             | Benjamín Le Blanc                 |
| 1996            | Médico de familia                   | Cap d'Alicia                      |
| 1996            | Zapico                              | Azcona/Herrero                    |
| 1997            | Éste es mi barrio                   |                                   |
| 1997            | Todos los hombres sois iguales      |                                   |
| 1998            | Aguamarina                          | Silverio Griselda Nogueras        |
| 1998            | Señor Alcalde                       | Home vestit                       |
| 1998            | Entre naranjos                      |                                   |
| 1998            | La casa de los líos                 | Bisbe                             |
| 1998-1999       | Periodistas                         | Director museu/Psicòleg de Ana    |
| 2000            | Policías, en el corazón de la calle |                                   |
| 2000            | El portero                          | Lisardo                           |
| 2000            | El grupo                            | Pare de Patricia                  |
| 2000            | Robles, investigador                |                                   |
| 1998-2001       | Compañeros                          | Ventura                           |
| 2001            | Tuno negro                          | Rector                            |
| 2002            | Al salir de clase                   | Policía                           |
| 2002            | Ana y los siete                     |                                   |
| 2003            | Leni                                | Cazador 1                         |
| 2003            | El comisario                        |                                   |
| 2004            | El principio de Arquímedes          | Conseller delegat                 |
| 2004            | ¿Se puede?                          |                                   |
| 2004            | Aquí no hay quien viva              | Doctor                            |
| 2002-2005       | Un paso adelante                    | Román Fernández                   |
| 2006            | Hospital Central                    | Enrique, pare d'Elena             |
| 2006            | GAL                                 | Emilio Torres 2006 Yo soy Bea     |
| 2007            | Quart                               | Subsecretario                     |
| 2007            | Spinnin'                            | Zamora                            |
| 2007            | Hermanos y detectives               |                                   |
| 2008            | Cuenta atrás                        | Antonio Alvir                     |
| 2008            | Guante blanco                       | Cura                              |
| 2008-2009       | La Señora                           |                                   |
| 2010            | Acusados                            | Casero de Helena                  |
| 2010            | Todo lo que tú quieras              | Padre de Leo                      |
| 2010            | Hispania, la leyenda                |                                   |
| 2009-2010       | Cuéntame cómo pasó                  | José Luis Escudé/José Luis Olmedo |
| 2011            | Sofía                               | Solís Ruiz                        |
| 2011            | Los misterios de Laura              | Sergio Balmoral                   |
| 2011-actualidad | El secreto de Puente Viejo          | Pare Don Anselmo Salvide          |

### Cinema
| Any  | Títol                                                    | Paper           |
| ---- | -------------------------------------------------------- | --------------- |
| 1990 | ¡Ay, Carmela!                                            | Cacique         |
| 1991 | La huella del crimen: El crimen del expreso de Andalucía | Comisario Matín |
| 1994 | La mujer de tu vida 2: La mujer gafe                     |                 |
| 2001 | Sólo mía                                                 |                 |
| 2004 | Seres queridos                                           | Ernesto Dali    |